# Frances Helen Prideaux
Frances Helen Prideaux (1858-29 de noviembre de 1885) fue una médica y «una de las estudiantes más distinguidas» de la London School of Medicine for Women. Su éxito académico y profesional provocó cambios en la postura de personas influyentes que se habían opuesto a las mujeres en la medicina.

## Primeros años de vida
Prideaux se educó en el Queen's College de Londres, además de recibir clases particulares.

## Carrera
En 1877, Prideaux firmó una carta dirigida al Canciller y al Senado de la Universidad de Londres expresando su agradecimiento por los pasos tomados e instando a que se hiciera más para otorgar títulos de medicina a las mujeres. Un año después, aprobó el Examen General de Mujeres (equivalente a matriculación) de la universidad.
Prideaux obtuvo títulos de bachiller de medicina y bachiller en cirugía con honores de la London School of Medicine for Women en 1884. Ganó la medalla de oro y una exposición de la Universidad de Londres por ser la primera de la clase en anatomía.
Prideaux trabajó como demostradora de fisiología y anatomía en la London School of Medicine for Women. Trabajó en el Hospital Real de Bethlem y en el Hospital Elizabeth Garrett Anderson.
En 1885, Prideaux solicitó un trabajo como cirujana interna en el Paddington Green Children's Hospital. Las solicitudes estaban abiertas a mujeres y hombres candidatos. Cuando Prideaux fue seleccionada para el puesto en noviembre de 1885, se convirtió en la primera mujer en ser nombrada para un hospital de Londres que había sido elegida entre los candidatos masculinos.

## Muerte y legado
Cuatro semanas después de su nombramiento, Prideaux murió de difteria, probablemente contraída por uno de sus pacientes. Antes de su muerte, le hicieron una traqueotomía y luego una laringotomía y ayudó con su propio tratamiento. Se había negado a permitir que sus seres queridos estuvieran a su lado durante su tratamiento y muerte para protegerlos de que también se enfermaran.
La muerte de Prideaux se lamentó públicamente. Su muerte se informó en el British Medical Journal, que vinculó su muerte con la de Robert Lawson, cirujano de cabecera en St Thomas, como un ejemplo de los peligros inherentes a la profesión.
Se creó un fondo conmemorativo a nombre de Prideaux, administrado por Henrietta Stanley, baronesa Stanley de Alderley y Elizabeth Garrett Anderson. Sir William Gull fue uno de los primeros y notables contribuyentes al fondo. Gull había estado en contra de la idea de que las mujeres se convirtieran en doctoras, pero describió los logros de Prideaux como «reivindicar el derecho de las mujeres a ocupar el puesto más alto en una profesión difícil e intelectual».
Sophia Jex-Blake escribió sobre los logros de Prideaux junto con los de Mary Scharlieb, quien ganó una medalla de oro en obstetricia en 1882, y citó el discurso de Gull en la reunión conmemorativa de becas.
En 2004, se registró una pintura al óleo de Prideaux de 1886 en el Royal Free Hospital.